# Jack Bentley (cầu thủ bóng đá)
Jack Bentley (17 tháng 2 năm 1942 – 26 tháng 5 năm 2007) là một cầu thủ bóng đá người Anh.